# Бейшор-Гарденс (Флорида)
Бейшор-Гарденс (англ. Bayshore Gardens) — переписна місцевість (CDP) в США, в окрузі Манаті штату Флорида. Населення — 19 904 особи (2020).

## Географія
Бейшор-Гарденс розташований за координатами 27°25′59″ пн. ш. 82°34′39″ зх. д. / 27.43306° пн. ш. 82.57750° зх. д. (27.433068, -82.577512).  За даними Бюро перепису населення США в 2010 році переписна місцевість мала площу 9,25 км², з яких 9,07 км² — суходіл та 0,17 км² — водойми.

## Демографія
Згідно з переписом 2010 року, у переписній місцевості мешкали 16 323 особи в 7557 домогосподарствах у складі 4051 родини. Густота населення становила 1765 осіб/км².  Було 9744 помешкання (1054/км²).
Расовий склад населення:
| - 81,0 % — білих - 7,4 % — чорних або афроамериканців - 1,1 % — азіатів - 0,5 % — корінних американців - 0,1 % — вихідців з тихоокеанських островів - 7,2 % — осіб інших рас |

До двох чи більше рас належало 2,8 %. Частка іспаномовних становила 19,0 % від усіх жителів.
За віковим діапазоном населення розподілялося таким чином: 19,0 % — особи молодші 18 років, 54,7 % — особи у віці 18—64 років, 26,3 % — особи у віці 65 років та старші. Медіана віку мешканця становила 46,3 року. На 100 осіб жіночої статі у переписній місцевості припадало 88,9 чоловіків;  на 100 жінок у віці від 18 років та старших — 87,6 чоловіків також старших 18 років.
Середній дохід на одне домашнє господарство  становив 46 169 доларів США (медіана — 37 801), а середній дохід на одну сім'ю — 50 193 долари (медіана — 43 344). Медіана доходів становила 33 212 долари для чоловіків та 30 291 долар для жінок. За межею бідності перебувало 21,6 % осіб, у тому числі 33,3 % дітей у віці до 18 років та 13,1 % осіб у віці 65 років та старших.
Цивільне працевлаштоване населення становило 7782 особи. Основні галузі зайнятості: освіта, охорона здоров'я та соціальна допомога — 21,3 %, роздрібна торгівля — 14,2 %, науковці, спеціалісти, менеджери — 13,0 %.